# Hoogt (Utrecht)
Het Hoogt, ook wel bekend (geweest) als 't Hoogt en Hoogstraat, is een doodlopend straatje in het centrum van de Nederlandse stad Utrecht.

## Geschiedenis
Mogelijk bestond hier al een weg omstreeks 1300. Vleeshouwers woonden vanaf de 15e eeuw in dit gebied op een steenworp afstand van het Grote Vleeshuis aan het Jansveld/ Voorstraat. Met de Reformatie werd het Minrebroederklooster op deze locatie onteigend waarna medio 17e eeuw een grondige wijziging ontstond met een nieuwe straataanleg. Vanwege de hogere ligging ten opzichte van omliggende straatjes als Kintgenshaven en Slachtstraat werd deze straat Hoogstraat / 't Hoogt genoemd.
In het Hoogt staan een zevental rijksmonumentale panden. Vijf daarvan zijn in bezit van het Utrechts Monumentenfonds. Verder bevinden zich in deze straat onder meer de Juridische Bibliotheek van de Utrechtse universiteit, een kruideniersmuseum en tot 30 december 2018 Filmtheater 't Hoogt. In 2022 werd op de locatie van dit filmtheater het Slachtstraat Filmtheater geopend.

## Externe link

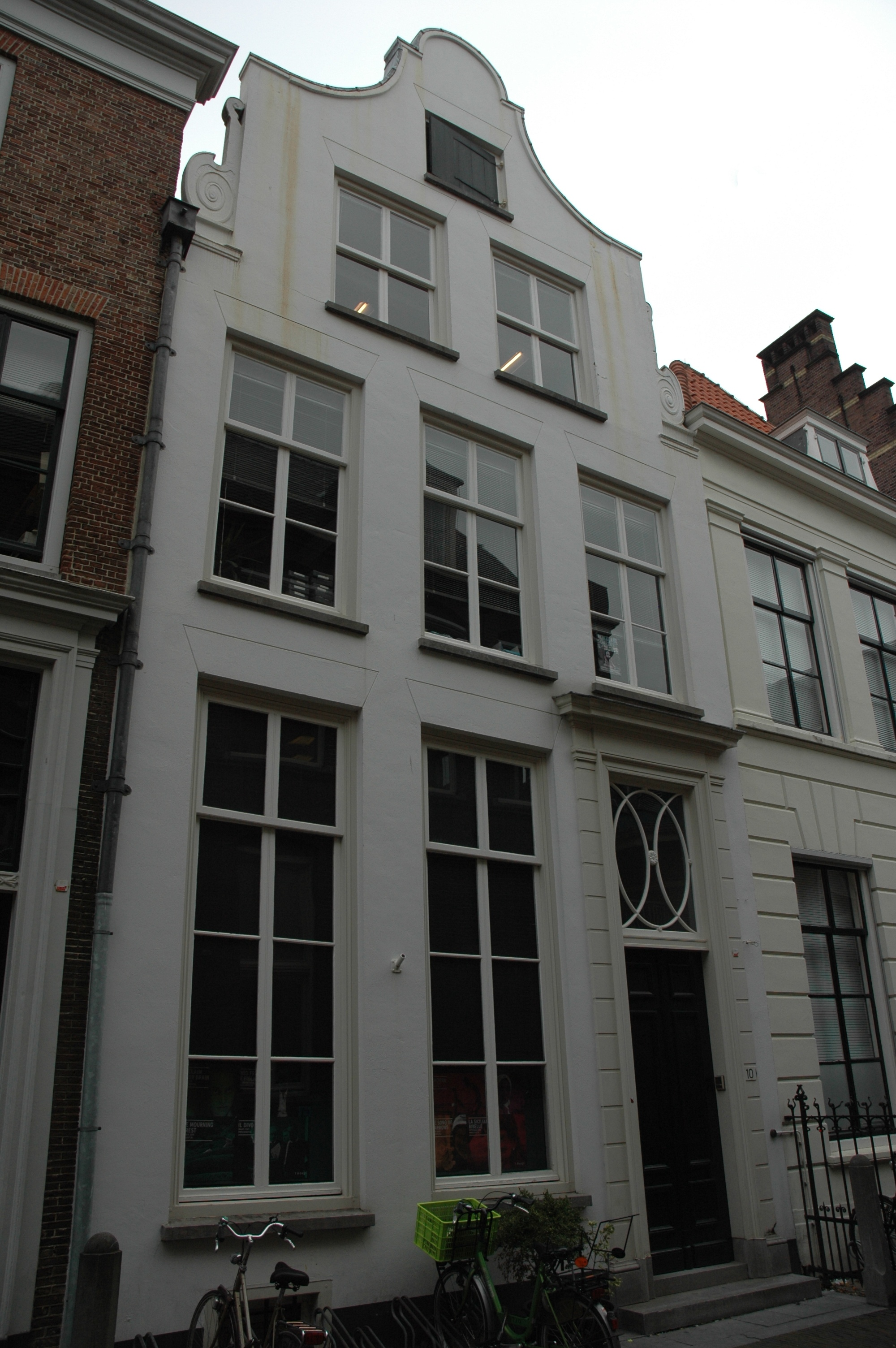
Pand Hoogt 10 uit de 17e eeuw waarin sinds 2022 het Kruideniersmuseum Utrecht is gevestigd